# Matthew Vaughn
Matthew de Vere Drummond (nascido como Matthew Allard Robert Vaughn, Londres, 7 de março de 1971) é um produtor e diretor de cinema inglês.

## Vida Pregressa
Vaughn nasceu em Paddington, Londres, Inglaterra.  Até 2002, ele pensava que era filho de um relacionamento entre sua mãe, Kathy Ceaton (falecida em 20 de julho de 2013), e o ator americano Robert Vaughn.  Uma investigação de paternidade na década de 1980 revelou que Robert Vaughn não era seu pai, mas Ceaton nunca revelou o contrário a Vaughn.  Ao perguntar à mãe sobre sua verdadeira paternidade, ela revelou que seu pai era George Albert Harley de Vere Drummond, um aristocrata inglês afilhado do rei George VI.  No início da vida de Vaughn, antes da investigação de paternidade, Robert Vaughn pediu que o sobrenome da criança fosse Vaughn, e continua até hoje como o nome profissional de Vaughn, embora agora use de Vere Drummond em sua vida pessoal.
Vaughn foi educado na Sussex House School em Londres e na Stowe School em Buckingham.  Tirando um ano sabático entre Stowe e a universidade, ele viajou ao redor do mundo em uma turnê do Hard Rock Cafe.  Depois de chegar a Los Angeles, começou a trabalhar como assistente de um diretor de cinema.  Mais tarde, ele voltou a Londres e frequentou a University College London estudando antropologia e história antiga.  Ele desistiu depois de algumas semanas.

## Carreira
Com 25 anos, Vaughn produziu um thriller de baixo orçamento, The Innocent Sleep (1996), estrelado por Annabella Sciorra e Michael Gambon.  Ele continuou como produtor do filme Lock, Stock e Two Smoking Barrels, de um amigo íntimo de Guy Ritchie.  O filme foi um sucesso de crítica, popular e financeiro, rendendo a Vaughn e Ritchie £ 9 milhões cada.  Vaughn mais tarde produziria Snatch and Swept Away de Ritchie.
Vaughn fez sua estréia na direção em 2004 com Layer Cake.  O filme foi bem recebido e seu sucesso levou Vaughn a ser escolhido para dirigir X-Men: The Last Stand (2006), mas ele desistiu apenas duas semanas antes do início das filmagens.  Posteriormente, ele criticou muito a direção do filme feita por Brett Ratner.  Para seu próximo projeto, ele co-escreveu e dirigiu Stardust, seguido por uma adaptação para o cinema de Kick-Ass de Mark Millar em 2010. Vaughn dirigiu e co-escreveu o primeiro filme da trilogia prequela do universo do filme X-Men intitulada, X-  Homens: Primeira Classe (2011).  Vaughn foi contratado para retornar à série como diretor da sequência, X-Men: Dias do Futuro Passado (2014), mas desistiu em favor de Bryan Singer, que dirigiu os dois primeiros filmes da trilogia original, X-Men e  X2: X-Men United.  Vaughn permaneceu ligado ao filme ao co-escrever o roteiro.  O próximo projeto de direção de Vaughn foi Kingsman: The Secret Service (2015), uma adaptação da história em quadrinhos de Mark Millar e David Gibbons, The Secret Service.  O filme foi escrito por Vaughn e Jane Goldman e produzido pela produtora de Vaughn, Marv Films.
Vaughn voltou a dirigir, produzir e co-escrever a sequência de Kingsman, Kingsman: The Golden Circle, que foi lançado nos cinemas em setembro de 2017.
Em março de 2017, o Collider relatou que Vaughn era a primeira escolha para dirigir Man of Steel 2. Em setembro daquele ano, Vaughn confirmou que está em negociações com o estúdio para dirigir o projeto.
Em 2020, Vaughn está atualmente trabalhando na finalização de The King's Man, que é a terceira parcela da franquia Kingsman.

## Vida pessoal
Em 25 de maio de 2002, Vaughn casou-se com a modelo alemã Claudia Schiffer em Suffolk.  O casal tem três filhos: o filho Caspar Matthew de Vere (nascido em 30 de janeiro de 2003) e as filhas Clementine Poppy (nascida em 11 de novembro de 2004) e Cosima Violet (nascida em 14 de maio de 2010).  O casal tem casas em Notting Hill, Londres [carece de fontes?], Northamptonshire e Coldham Hall, Stanningfield, Suffolk.

## Filmografia

### Direção
- Nem Tudo é o Que Parece (2004)
- Stardust (2007)
- Kick-Ass (2010)
- X-Men: Primeira Classe (2011)
- Kingsman: Serviço Secreto (2014)
- Kingsman: The Golden Circle (2017)
- The King's Man (2021)
- Argylle (TBA)[1]

### Produção
- The Innocent Sleep (1996)
- Lock, Stock and Two Smoking Barrels (1998)
- Snatch (2000)
- Mean Machine (2001)
- Swept Away (2002)
- A Short Film About John Bolton (Curta-metragem) (2003)
- Nem Tudo é o Que Parece (2004)
- Stardust (2007)
- Harry Brown (2009)
- Kick-Ass (2010)
- The Debt  (2010)
- Kick-Ass 2 (2013)
- X-Men: Days of Future Past (2014)
- Kingsman: The Secret Service (2014)
- Fantastic Four (2015)
- Kingsman: The Golden Circle (2017)
- Rocketman (2019)
- Bloodshot (2020)
- The King's Man (2021)
- Argylle (TBA)